# Лонгфилд, Синтия
Синтия Лонгфилд (англ. Cynthia Longfield; 1896—1991) — британский одонатолог. За интенсивную работу её называли Мадам Стрекоза. Скончалась в возрасте 96 лет. Вид стрекоз Corphaeschna longfieldae был назван в честь Синтии.

## Биография
Родилась в Лондоне, в районе Белгравия. Была младшим ребёнком, имела двух сестер. Совершила путешествие в Египет (1923) и поймала скорпиона в гробнице фараона Рамзеса IX. Затем откликнулась на объявление и приняла участие в экспедиции на Тихий океан и Галапагосские острова.
С 1925 член Лондонского энтомологического и Королевского географического обществ. В первом из них она была первой женщиной.
В 1937 опубликовала The Dragonflies of the British Isles. Эта работа принесла ей известность. В 1932—1933 была президентом лондонского Общества естественной истории.
Во время немецких бомбардировок 1941 года действия Лонгфилд, возможно, спасли от уничтожения Музей естественной истории, где она работала.